# أغوينالدو بوليكاربو مينديز فيغا
أغوينالدو بوليكاربو مينديز دا فيغا (بالبرتغالية: Aguinaldo Policarpo Mendes da Veiga‏) المعروف باسم أغوينالدو (ولد في 25 مارس 1989 في لواندا، أنغولا) لاعب كرة قدم دولي أنغولي (حامل للجنسية البرتغالية أيضا) يجيد اللعب في مركز المهاجم وبدرجة أقل المهاجم الثاني والجناح الأيسر. يلعب حاليا لصالح الرفاع الشرقي الذي ينافس في الدوري البحريني الممتاز منذ 2022.

## المسيرة الرياضية

### الأندية
بدأ أغوينالدو مسيرته الرياضية في الفئات العمرية في سبورتنغ دي توري ثم ألتا لشبونة. في 1 يوليو 2007 انضم إلى أكاديميكا كويمبرا (الدرجة الممتازة) في صفقة انتقال حر. في موسمه الأول 2007-2008 وفي بطولة الدوري البرتغالي الممتاز 2007–08 ساهم أغوينالدو في احتلال أكاديميكا كويمبرا المركز الحادي عشر برصيد 32 نقطة بفارق 16 نقطة عن منطقة الهبوط. وفي بطولة كأس البرتغال 2007–08 خرج أكاديميكا كويمبرا من مباراته الأولى عندما خسر في الدور الثمن النهائي من بنفيكا 1-3 . وفي بطولة كأس الدوري البرتغالي 2007–08 خرج أكاديميكا كويمبرا من مباراته الأولى عندما خسر في الدور الثاني من فاتيما 0-1.
في 1 يوليو 2008 انتقل أغوينالدو من أكاديميكا كويمبرا إلى توريزينزي البرتغالي (الدرجة الثالثة) في صفقة انتقال حر. في موسمه 2008-2009 وفي بطولة الدوري البرتغالي الدرجة الثالثة 2008–09 ساهم أغوينالدو في احتلال توريزينزي المركز الرابع في المجموعة الثالثة برصيد 35 نقطة وانتقل إلى الدوري السداسي لتحديد الصاعد حيث احتل في نهاية المطاف المركز الثاني برصيد 33 نقطة بفارق 14 نقطة عن المتصدر والصاعد فاتيما.
في موسمه الثاني والأخير الدوري البرتغالي الدرجة الثالثة 2009–10 ساهم أغوينالدو في احتلال توريزينزي المركز الثالث في مجموعة الوسط برصيد 50 نقطة بفارق 7 نقاط عن المتصدر أروكا.
في 1 يوليو 2010 انتقل أغوينالدو من توريزينزي إلى تونديلا البرتغالي (الدرجة الثالثة) في صفقة انتقال حر.
في 1 يناير 2011 انتقل أغوينالدو من تونديلا إلى ليبولو الأنغولي (الدرجة الممتازة) في صفقة انتقال حر. في موسمه الأول 2011 وفي بطولة دوري أنغولا الممتاز 2011 ساهم أغوينالدو في تتويج ليبولو بالبطولة بعدما تصدر الترتيب برصيد 57 نقطة بفارق نقطة واحدة عن الوصيف كابوسكورب ليحقق أغوينالدو أولى بطولاته الشخصية. كما احتل أغوينالدو المركز الثالث في لائحة الهدافين برصيد 13 هدف بفارق 7 أهداف عن المتصدر أرسينيو سيباستياو. وفي بطولة كأس أنغولا 2011 خرج ليبولو من مباراته الأولى عندما خسر في الدور الثمن النهائي من بنفيكا 5-6.
في موسمه الثاني والأخير 2012 وبطولة كأس السوبر الأنغولي خسر ليبولو من إنتر كلوب 1-2 في مجموع المباراتين. وفي بطولة دوري أبطال أفريقيا ساهم أغوينالدو في وصول ليبولو إلى الدور 32 عندما خسر من صن شاين ستارز النيجيري بقاعدة أفضلية الأهداف خارج الأرض بعد تعادلهما 4-4 في مجموع المباراتين. وفي بطولة دوري أنغولا الممتاز 2012 ساهم في حصد ليبولو 49 نقطة في 19 مباراة. وفي بطولة كأس أنغولا 2012 ساهم في وصول ليبولو إلى الدور الربع النهائي بعدما تغلب على إيفالي 4-0 في الدور الثمن النهائي.
في 3 أغسطس 2012 انتقل أغوينالدو من ليبولو إلى بافوس القبرصي (الدرجة الممتازة) بنظام الإعارة. في موسمه الأول 2012-2013 وفي بطولة الدوري القبرصي لكرة القدم 2012-2013 ساهم أغوينالدو في حصد بافوس 15 نقطة من 19 مباراة. وفي بطولة كأس قبرص 2012–13 ساهم في وصول بافوس إلى الدور الربع النهائي بعدما تغلب على باييك 6-3 في مجموع المباراتين في الدور الثمن النهائي. تم إنهاء الإعارة في 29 يناير 2013.
بعد عودته وفي موسم 2013 وفي بطولة كأس السوبر الأنغولي خسر ليبولو من بترو إتليتيكو 1-2 في مجموع المباراتين. وفي بطولة دوري أنغولا الممتاز 2013 ساهم أغوينالدو في حصد ليبولو 30 نقطة في 21 مباراة. وفي بدولة دوري أبطال أفريقيا وبعد تخطي المريخ السوداني في الدور 32 وإينوغو رينجرز النيجيري في الدور الثمن النهائي فقد تأهل إلى دور المجموعات حيث وقع في المجموعة الثانية حيث ساهم في حصد ليبولو 4 نقاط في 4 مباريات. تم فسخ العقد بين الطرفين في 1 سبتمبر 2013.
في 19 ديسمبر 2013 انتقل أغوينالدو إلى البنزرتي التونسي (الدرجة الممتازة) في صفقة انتقال حر. انتشرت إشاعات بأن أغوينالدو تلقى بعض الأموال من إنتر كلوب قبل مغادرته إلى تونس ولكنه نفى هذه المزاعم مشيرا إلى أنه أعادها بالكامل وأنه لا يوجد شيء يمكنهم فعله لأنه ليس لاعب في إنتر كلوب وأنه أصبح حر بعد انتهاء عقده مع ليبولو وذلك قبل أن يذهب إلى تونس. في موسمه الأول 2013-2014 وفي بطولة الرابطة التونسية المحترفة الأولى 2013–14 ساهم أغوينالدو في احتلال البنزرتي المركز السادس برصيد 41 نقطة. وفي بطولة كأس تونس 2013–14 خرج البنزرتي من مباراته الأولى عندما خسر من الملعب القابسي بركلات الترجيح. وفي بطولة كأس الكونفيدرالية الأفريقية 2014 ساهم في وصول البنزرتي إلى الدور خروج المغلوب حيث خسر من نكانا الزامبي بقاعدة أفضلية الأهداف خارج الأرض بعد تعادلهما 1-1 في مجموع المباراتين.
في موسمه الثاني 2014-2015 وفي بطولة الرابطة التونسية المحترفة الأولى 2014–15 ساهم أغوينالدو في حصد البنزرتي 5 نقاط في 4 مباريات.
في 2 سبتمبر 2014 انتقل أغوينالدو من البنزرتي إلى مسيمير القطري (الدرجة الثانية) بنظام الإعارة مقابل 40 ألف دولار أمريكي لمدة موسم واحد. في موسمه الأول 2014-2015 وفي بطولة دوري الدرجة الثانية ساهم أغوينالدو في احتلال مسيمير المركز الثاني برصيد 44 نقطة عن البطل الريان وبالتالي صعدا معا إلى دوري نجوم قطر. وفي بطولة كأس أمير قطر 2015 ساهم في وصول مسيمير إلى المرحلة الثانية عندما خسر من المرخية 0-4. انتهت الإعارة في 30 يونيو 2015.
في 1 يوليو 2015 انتقل أغوينالدو من البنزرتي إلى إنتر كلوب الأنغولي (الدرجة الممتازة) في صفقة انتقال حر. في موسمه الأول 2015 ساهم في احتلال إنتر كلوب المركز الخامس برصيد 45 نقطة بفارق 15 نقطة عن البطل ليبولو. وفي بطولة كأس أنغولا 2014–15 ساهم في وصول إنتر كلوب إلى الدور النصف النهائي عندما خسر من ساغرادا إسبيرانكا 4-5.
في 21 يناير 2016 انتقل أغوينالدو من إنتر كلوب إلى دوكسا كاتوكوبياس القبرصي (الدرجة الممتازة) في صفقة انتقال حر. في موسمه الأول 2015-2016 وفي بطولة الدوري القبرصي لكرة القدم 2016–2017 ساهم أغوينالدو في احتلال دوكسا كاتوكوبياس المركز الثاني عشر برصيد 20 نقطة بفارق 13 نقطة عن منطقة الهبوط المباشر وبالتالي انتقل إلى الدوري السدادسي لتحديد الهابط الثالث حيث احتل في نهاية المطاف المركز الحادي عشر قبل الأخير برصيد 37 نقطة بفارق المواجهات المباشرة عن صاحب المركز الثاني عشر الأخير كارميوتيسا بعد تساويهما في عدد النقاط. وفي بطولة كأس قبرص 2016–17 ساهم في وصول دوكسا كاتوكوبياس إلى الدور النصف النهائي حيث خسر من أبويل 0-7 في مجموع المباراتين.
في 18 أغسطس 2016 انتقل أغوينالدو من دوكسا كاتوكوبياس إلى أيل ليماسول القبرصي (الدرجة الممتازة) في صفقة انتقال حر. في موسمه الأول 2016-2017 وفي بطولة الدوري القبرصي لكرة القدم 2016–2017 ساهم أغوينالدو في حصد أيل ليماسول 37 نقطة في 16 مباراة محتلا المركز الثالث. وفي بطولة كأس قبرص 2016–17 ساهم في وصول أيل ليماسول إلى الدور الثمن النهائي بعدما تغلب على ألكي أوروكليني 2-1 في الدور الأول.
في 1 يناير 2017 انتقل أغوينالدو من أيل ليماسول إلى جل فيسنتي البرتغالي (الدرجة الثانية) في صفقة انتقال حر. في موسمه الأول 2016-2017 وفي بطولة دوري الدرجة الثانية ساهم أغوينالدو في احتلال جل فيسنتي المركز الثالث عشر برصيد 56 نقطة بفارق 10 نقاط عن منطقة الهبوط.
في 1 يوليو 2017 انتقل أغوينالدو من جل فيسنتي إلى إليكتريكو البرتغالي (الدرجة الرابعة) في صفقة انتقال حر.
في 20 يناير 2018 انتقل أغوينالدو من إلكتريكو إلى أبون يونايتد التايلندي (الدرجة الممتازة) في صفقة انتقال حر. في موسمه الأول وفي بطولة الدوري التايلاندي الممتاز 2018 ساهم أغوينالدو في حصد أبون يونايتد 18 نقطة في 26 مباراة محتلا المركز السابع عشر قبل الأخير. وفي بطولة كأس الاتحاد التايلندي ساهم في وصول أبون يونايتد إلى الدور الثاني عندما خسر من نارا يونايتد (الدرجة الثالثة) 0-1. وفي بطولة كأس الدوري التايلندي ساهم في وصول أبون يونايتد إلى الدور الربع النهائي عندما خسر من بوريرام يونايتد 1-4.
في 15 أغسطس 2018 انتقل أغوينالدو من أبون يونايتد إلى بوليتكنيكا ياش الروماني (الدرجة الممتازة) في صفقة انتقال حر. في موسمه الأول 2018-2019 وفي بطولة دوري الدرجة الأولى الروماني 2018–19 ساهم أغوينالدو في احتلال بوليتكنيكا ياش المركز الثامن برصيد 34 نقطة وبالتالي انتقل إلى الدوري الثماني لتحديد الهابطين حيث احتل في نهاية المطاف المركز العاشر برصيد 31 نقطة بفارق 4 نقاط عن منطقة الهبوط. وفي بطولة كأس رومانيا ساهم في وصول بوليتكنيكا ياش إلى الدور الثمن النهائي عندما خسر من فيتورول كونستانتا بركلات الترجيح.
في 14 مايو 2019 انتقل أغوينالدو من بوليتكنيكا ياش إلى صباح الماليزي (الدرجة الثانية) في صفقة انتقال حر. في موسمه الأول 2019 ساهم أغوينالدو في تتويج صباح بالبطولة بعدما تصدر الترتيب برصيد 43 نقطة بفارق 10 نقاط عن وصيفه جوهر درول تقسيم 2 وبالتالي صعد إلى الدرجة الممتازة وليحقق أغوينالدو ثاني بطولاته الشخصية. وفي بطولة كأس ماليزيا اكتفى صباح باحتلال المركز الرابع الأخير في المجموعة الثالثة برصيد 4 نقاط بفارق 5 نقاط عن صاحب المركز الثاني المؤخل إلى الدور الربع النهائي.
في 10 يناير 2020 انتقل أغوينالدو من صباح إلى ريال البرتغالي (الدرجة الثالثة) في صفقة انتقال حر. في موسمه الأول 2019-2020 وفي بطولة دوري الدرجة الثالثة ساهم أغوينالدو في احتلال ريال المركز الثاني في المجموعة الرابعة برصيد 57 نقطة بفارق الأهداف عن المتصدر أولهانينسي وذلك حتى نهاية المرحلة 25. في 8 أبريل 2020 ألغى الاتحاد البرتغالي لكرة القدم جميع المسابقات غير الاحترافية بسبب انتشار جائحة كورونا في البرتغال. في الشهر التالي في 2 مايو قضى الاتحاد البرتغالي لكرة القدم بأن فيزيلا وأروكا هما الفريقان اللذان حصلا على أكبر عدد من النقاط في جميع مباريات المرحلة الأولى في وقت الإلغاء وقد تم تصعيدهما إلى الدرجة الثانية. لم يتم منح أي لقب فائز بالدوري ولم تهبط أي فرق إلى الدرجة الأدنى.
في الموسم التالي 2020-2021 ساهم أغوينالدو في احتلال ريال المركز الخامس في المجموعة السابعة برصيد 32 نقطة وبالتالي الانتقال إلى تصفيات الصعود.
في 8 فبراير 2021 انتقل أغوينالدو من ريال إلى ميتالوغلوبوس بوخارست الروماني (الدرجة الثانية) في صفقة انتقال حر. في موسمه الأول 2020-2021 ساهم أغوينالدو في احتلال ميتالوغلوبوس بوخارست في المركز العاشر برصيد 30 نقطة وبالتالي انتقل إلى المجموعة الأولى في تصفيات الهبوط حيث احتل في نهاية المطاف المركز الثالث برصيد 39 نقطة بفارق 4 نقاط عن منطقة الهبوط.
في 1 يوليو 2021 انتقل أغوينالدو من ميتالوغلوبوس بوخارست إلى النجمة البحريني (الدرجة الممتازة) في صفقة انتقال حر. خلال النصف الأول من موسم 2021-2022 وفي بطولة الدوري الممتاز ساهم أغوينالدو بأهدافه الثلاثة في ثماني مباريات في حصد فريقه 6 نقاط محتلا المركز الثامن بفارق نقطتين عن منطقة الأمان. وفي بطولة كأس ملك البحرين ساهم في وصول فريقه إلى الدور النصف النهائي عندما تغلب على الأهلي 8-7 بركلات الترجيح بعد التعادل في الوقت الأصلي 1-1 في الدور الربع النهائي. في 31 ديسمبر 2021 تم فسخ العقد بين الطرفين.
في 8 يناير 2022 انتقل أغوينالدو إلى الرفاع الشرقي في الدوري البحريني الممتاز في صفقة انتقال حر. في موسمه الأول 2021-2022 وفي بطولة دوري الدرجة الممتازة ساهم لويز فرناندو في احتلال فريقه المركز السادس برصيد 24 نقطة من 18 مباراة بفارق سبع نقاط عن منطقة الهبوط. وفي بطولة كأس ملك البحرين ساهم في وصول فريقه إلى المباراة النهائية عندما خسر من الخالدية بركلات الترجيح. وفي بطولة كأس الاتحاد البحريني خرج فريقه من دور المجموعات. وفي بطولة كأس الاتحاد الآسيوي ساهم في صعود فريقه إلى الدور النصف النهائي لمنطقة غرب آسيا عندما تصدر المجموعة الثالثة برصيد خمس نقاط من ثلاث مباريات.

### المنتخبات
شارك أغوينالدو في أول مباراة دولية له مع أنغولا في عام 2011.

## الإنجازات

### الأندية
- ليبولو
  - دوري أنغولا الممتاز (1): 2011
- صباح
  - دوري الدرجة الثانية (1): 2019

### الشخصية
- ثالث لائحة هدافي دوري أنغولا الممتاز 2011.